# Associazione Calcio Lecco 1970-1971
Questa voce raccoglie le informazioni riguardanti l'Associazione Calcio Lecco nelle competizioni ufficiali della stagione 1970-1971.

## Stagione
Nella stagione 1970-1971 il Lecco disputa il girone A del campionato di Serie C, con 40 punti ottiene l'ottavo posto, il torneo è stato vinto dalla Reggiana con 58 punti, davanti all'Alessandria con 52 punti. Sono retrocesse in Serie D la Triestina con 31 punti, il Monfalcone con 26 punti ed il Sottomarina di Chioggia con 25 punti.
A Lecco manca il controllo del presidente Mario Ceppi, che dietro le quinte soffre le pene dell'inferno a vedere la squadra bluceleste caduta così in basso. Dopo l'amara retrocessione nel terzo livello del calcio nazionale il Lecco viene affidato a Luciano Lupi, la campagna acquisti registra l'arrivo del portiere Franco Rottoli dalla Pergolettese, del mediano Lauro Brondi dal Torino, e lo scambio di attaccanti con il Treviso, Giovanni Pedroni va in veneto, in cambio arriva in riva al Lario Faustino Goffi che con 12 reti è il miglior realizzatore stagionale bluceleste. Il Lecco ha un inizio di torneo disastroso con quattro sconfitte esterne e due pareggi nelle prime sette giornate. La Reggiana, l'Alessandria ed il Padova prendono subito il largo e la strada del pronto ritorno tra i cadetti si fa in salita. Poi il Lecco trova il giusto assetto tattico e risale la classifica, restando però sempre lontana dai primi posti, chiuderà il torneo con l'ottava posizione e con tanta voglia di voltare pagina.

## Rosa
| N. |                   | Ruolo | Calciatore        |
| -- | ----------------- | ----- | ----------------- |
|    | Italia (bandiera) | A     | Dario Belloli     |
|    | Italia (bandiera) | D     | Attilio Bravi     |
|    | Italia (bandiera) | C     | Lauro Brondi      |
|    | Italia (bandiera) | P     | Adriano Casiraghi |
|    | Italia (bandiera) | D     | Roberto Colombo   |
|    | Italia (bandiera) | C     | Ilario Frank      |
|    | Italia (bandiera) | A     | Andrea Fruggeri   |
|    | Italia (bandiera) | A     | Faustino Goffi    |
|    | Italia (bandiera) | C     | Almo Gondola      |
|    | Italia (bandiera) | C     | Rino Gritti       |
|    | Italia (bandiera) | C     | Osvaldo Jaconi    |
|    | Italia (bandiera) | C     | Adriano Lombardi  |
|    | Italia (bandiera) | A     | Enzo Mantovani    |

| N. |                   | Ruolo | Calciatore          |
| -- | ----------------- | ----- | ------------------- |
|    | Italia (bandiera) | D     | Alfonso Marcelli    |
|    | Italia (bandiera) | A     | Paolo Marchi        |
|    | Italia (bandiera) | P     | Giuseppe Meraviglia |
|    | Italia (bandiera) | A     | Mario Mereghetti    |
|    | Italia (bandiera) | D     | Gianfranco Motta    |
|    | Italia (bandiera) | D     | Lauro Pomaro        |
|    | Italia (bandiera) | C     | Giovanni Rota       |
|    | Italia (bandiera) | D     | Franco Rottoli      |
|    | Italia (bandiera) | A     | Giuseppe Rovaris    |
|    | Italia (bandiera) | C     | Giovanni Sacchi     |
|    | Italia (bandiera) | A     | Ivan Salvigni       |
|    | Italia (bandiera) | D     | Stelvio Sciutto     |
|    | Italia (bandiera) | D     | Ferdinando Tam      |

## Risultati

### Girone di andata
| Arbitro: | Vanucchi (Bologna) |

|                               |           |  |
| Sacchi 3’ (aut.) Sigarini 88’ | Marcatori |  |

| Lecco 20 settembre 1970 2ª giornata | Lecco              | 0 – 0 | Alessandria | Stadio Mario Rigamonti\| Arbitro: \| Clerico (Chiavari) \| |
| Arbitro:                            | Clerico (Chiavari) |       |             |                                                            |

| Arbitro: | Pesciarelli (Roma) |

|              |           |  |
| Franzoni 34’ | Marcatori |  |

| Arbitro: | Albertini (Torino) |

|                               |           |                  |
| Goffi 9’, 38’ Jaconi 62’, 72’ | Marcatori | 76’, 87’ Panucci |

| Arbitro: | F. Lattanzi (Macerata) |

|                              |           |            |
| Fregonese 3’ Del Piccolo 24’ | Marcatori | 11’ Gritti |

| Arbitro: | Lupi (Genova) |

|            |           |                |
| Jaconi 64’ | Marcatori | 46’ Bellinazzi |

| Arbitro: | Barboni (Firenze) |

|                           |           |  |
| Centazzo 11’ Beatrice 51’ | Marcatori |  |

| Lecco 1º novembre 1970 8ª giornata | Lecco            | 0 – 0 | Reggiana | Stadio Mario Rigamonti\| Arbitro: \| Marino (Taranto) \| |
| Arbitro:                           | Marino (Taranto) |       |          |                                                          |

| Arbitro: | Campanini (Finale Emilia) |

|                                |           |                                 |
| Bagnoli 37’ (rig.) Sadocco 60’ | Marcatori | 54’ (rig.) Mereghetti 78’ Goffi |

| Arbitro: | Vaccaro (Torino) |

|                                      |           |                        |
| Goffi 28’ Marchi 35’, 44’ Gritti 73’ | Marcatori | 53’ Ballabio 90’ Rizzi |

| Arbitro: | Lenardon (Siena) |

|                            |           |            |
| Fraschini 68’ Modonese 80’ | Marcatori | 23’ Marchi |

| Arbitro: | Toso (Grado) |

|                          |           |           |
| Goffi 36’, 62’ Frank 53’ | Marcatori | 47’ Cella |

| Arbitro: | Chiapponi (Livorno) |

|                       |           |                      |
| Fava 30’ Paganini 60’ | Marcatori | 23’ Goffi 26’ Jaconi |

| Arbitro: | Artico (Bassano del Grappa) |

|                 |           |  |
| A. Lombardi 69’ | Marcatori |  |

| Arbitro: | Testuzza (Genova) |

|                 |           |  |
| A. Lombardi 78’ | Marcatori |  |

| Rovereto 3 gennaio 1971 16ª giornata | Rovereto         | 0 – 0 | Lecco | Stadio Quercia\| Arbitro: \| Benedetti (Roma) \| |
| Arbitro:                             | Benedetti (Roma) |       |       |                                                  |

| Arbitro: | Fiorenza (Torre Annunziata) |

|                          |           |  |
| Gritti 18’ Mantovani 35’ | Marcatori |  |

| Arbitro: | Alberti (Genova) |

|                           |           |                                   |
| Galeone 41’ Giacomini 43’ | Marcatori | 2’ Goffi 21’ Marchi 61’ Mantovani |

| Arbitro: | Abati (Livorno) |

|                           |           |                |
| Marchi 49’, 87’ Goffi 84’ | Marcatori | 42’ Zambianchi |

### Girone di ritorno
| Arbitro: | Fuschi (Pescara) |

|                             |           |  |
| A. Lombardi 25’, 29’ (rig.) | Marcatori |  |

| Arbitro: | Monforte (Palermo) |

|                                                  |           |                                           |
| Lorenzetti 19’ Sassaroli 66’ (rig.) Paesanti 77’ | Marcatori | 18’ Mantovani 31’ Gritti 38’ (aut.) Magri |

| Arbitro: | Tabanelli (Ravenna) |

|  |           |               |
|  | Marcatori | 60’ Montanari |

| Arbitro: | Schena (Foggia) |

|                 |           |  |
| P. Lombardi 29’ | Marcatori |  |

| Lecco 28 febbraio 24ª giornata | Lecco           | 0 – 0 | Triestina | Stadio Mario Rgamonti\| Arbitro: \| Grassi (Savona) \| |
| Arbitro:                       | Grassi (Savona) |       |           |                                                        |

| Arbitro: | Ambrosio (Napoli) |

|                       |           |  |
| Bellinazzi 66’ (rig.) | Marcatori |  |

| Arbitro: | Leita (Catania) |

|                     |           |             |
| Marchi 7’ Goffi 31’ | Marcatori | 52’ Geremia |

| Arbitro: | Chiapponi (Livorno) |

|                                    |           |            |
| Stefanello 24’ Vignando 61’ (rig.) | Marcatori | 27’ Jaconi |

| Arbitro: | Alberti (Genova) |

|                        |           |              |
| A. Lombardi 53’ (rig.) | Marcatori | 14’ Guidetti |

| Arbitro: | Pedretti (Modena) |

|              |           |            |
| Ballabio 12’ | Marcatori | 40’ Jaconi |

| Lecco 18 aprile 1971 30ª giornata | Lecco            | 0 – 0 | Padova | Stadio Mario Rigamonti\| Arbitro: \| Fuschi (Pescara) \| |
| Arbitro:                          | Fuschi (Pescara) |       |        |                                                          |

| Tortona 25 aprile 1971 31ª giornata | Derthona      | 0 – 0 | Lecco | Stadio Fausto Coppi\| Arbitro: \| Prati (Parma) \| |
| Arbitro:                            | Prati (Parma) |       |       |                                                    |

| Arbitro: | Toso (Grado) |

|                                             |           |  |
| Regali 45’ (aut.) A. Lombardi 48’ Goffi 55’ | Marcatori |  |

| Arbitro: | Abati (Livorno) |

|  |           |           |
|  | Marcatori | 52’ Goffi |

| Arbitro: | Leita (Catania) |

|           |           |  |
| Rizzi 20’ | Marcatori |  |

| Lecco 23 maggio 1971 35ª giornata | Lecco         | 0 – 0 | Rovereto | Stadio Mario Rigamonti\| Arbitro: \| Ciulli (Roma) \| |
| Arbitro:                          | Ciulli (Roma) |       |          |                                                       |

| Arbitro: | Andreoli (Padova) |

|            |           |           |
| Bordon 30’ | Marcatori | 40’ Goffi |

| Arbitro: | Testuzza (Genova) |

|                       |           |                         |
| Gritti 13’ Marchi 68’ | Marcatori | 15’ Bagatti 63’ Galeone |

| Treviso 13 giugno 1971 38ª giornata | Treviso          | 0 – 0 | Lecco | Stadio Omobono Tenni\| Arbitro: \| Vaccaro (Torino) \| |
| Arbitro:                            | Vaccaro (Torino) |       |       |                                                        |